# Article 110 de la Constitution belge
L'article 110 de la Constitution belge fait partie du titre III Des pouvoirs. Il traite du droit de grâce du Roi.
Il date du 7 février 1831 et était à l'origine — sous l'ancienne numérotation — l'article 73. Il a été révisé le 5 mai 1993.

## Texte
« Le Roi a le droit de remettre ou de réduire les peines prononcées par les juges, sauf ce qui est statué relativement aux ministres et aux membres des Gouvernements de communauté et de région. »

## Application
Pour les éventuelles grâces des ministres des provinces, le cas est traité à l'article suivant. Si l'article indique que le Roi a un pouvoir de grâce étendu, dans les faits, il signe l'octroi de la grâce individuelle ou collective. L'instruction est assurée par le ministre de la Justice et les tribunaux de l'application des peines.